# Tarenna glaberrima
Tarenna glaberrima är en måreväxtart som beskrevs av Henry Nicholas Ridley. Tarenna glaberrima ingår i släktet Tarenna och familjen måreväxter. Inga underarter finns listade i Catalogue of Life.